# 劉武 (梁王)
刘武（前2世纪—前144年），西汉时期的貴族，與馆陶公主、汉景帝同為窦太后所出，汉文帝嫡次子。

## 生平

### 年少封王
前178年，刘武與弟弟刘参、刘揖同日被汉文帝分別封代王、太原王和梁王。前176年，刘武被改封为淮阳王。
前168年，梁宣王刘揖逝世，却无子嗣，刘武又被封改梁王。前161年刘武奉命从首都长安前往梁国首都睢阳（今河南商丘）。

### 七国之乱
前154年，刘武入朝，当时汉景帝尚未立太子，汉景帝与刘武宴饮，在闲谈时说：“我千秋万岁之后，将传位于梁王你。”刘武谦虚地表示推辞。他虽然明知这不是真心话，但是心中仍然暗喜，窦太后也同样很高兴，窦婴却表示反对。
同年，吴王刘濞发动七国之乱，围攻梁国都城睢阳，刘武带兵抵御叛军进攻，命令韩安国、张羽等人为将军，抵抗吴、楚联兵，使其不能向西进兵。吴、楚联軍就这样被牽制，和太尉周亚夫僵持了三个多月。叛乱被平定后计算功劳，梁国所斩杀俘获的叛军的人数和朝廷大致相同，功劳极大。刘武据有天下肥沃的土地，其封地北以泰山为界，西达高阳，共有四十余城，多数是大县。

### 大兴土木
刘武平定叛乱立下大功，逐渐居功自傲，开始建造方圆三百多里的东苑，扩展睢阳城至七十里。大兴土木，建造宫殿，修筑架空通道，从宫殿连接到平台长达三十多里。房舍雕龙画凤，金碧辉煌，几乎可和皇宫媲美。睢水两岸，竹林连绵十余里，各种花木应有尽有，飞禽走兽品类繁多。刘武经常在这里狩猎、宴饮，大会宾朋，使用天子赏赐的旌旗，外出随从千乘万骑。到处驰马狩猎，排场之壮盛拟似天子。出入宫殿，清道禁绝行人，言警称跸，举动非常招摇。
刘武招揽四方豪杰，辞赋家枚乘、邹阳、庄忌和司马相如等人皆为梁国苑客，形成极具影响的文学群体。自崤山以东的游说之士，像齐人羊胜、公孙诡、邹阳等人，莫不尽归梁国。公孙诡多有奇特怪诞之计，初次拜见刘武便被赐予千金，官职做到中尉。梁国铸造了许多兵器，弓箭、戈矛之类就有数十万件，府库的金钱近万亿，珠玉、宝器等比京师还多。

### 争储失败
景帝前元四年夏四月己巳（前153年），汉景帝立刘荣为太子。前150年，刘荣被废黜，刘武仰仗母后的疼宠和梁国土地广大准备争夺皇储之位。窦太后想要立刘武为皇储，大臣袁盎等人劝阻汉景帝，窦太后的动议受阻，最终胶东王刘彻被立为太子。
刘武对袁盎和参与议嗣的大臣非常怨恨，就和羊胜、公孙诡等人谋划，暗中派人在长安街头刺杀袁盎等十多位大臣，震惊朝野。汉景帝派遣使者田叔到梁国去反复查验。内史韩安国准备逮捕公孙诡、羊胜，二人藏匿在刘武的后宫。梁相轩丘豹和内史韩安国进谏刘武，才命令羊胜、公孙诡都自杀，之后把他们交了出来。汉景帝因此怨恨刘武，刘武特别害怕，派韩安国通过长公主刘嫖向窦太后认罪，请求宽宥，这才得到了汉景帝的宽恕。
事后，刘武上书请求朝见，到达函谷关后，茅兰劝刘武乘坐布车带两个骑兵入京，躲藏在长公主的园囿之中。朝廷派使者迎接刘武，而刘武已经入关，但随从车马都在关外，不知刘武所在。窦太后没有找到刘武，以为刘武被汉景帝所杀，哭泣道：“皇上杀了我的儿子！”汉景帝因为窦太后的误会甚为忧恐。刘武到长安知道此事后，背着刑具俯伏在宫廷门下，认罪自请处罚，窦太后、汉景帝见到刘武安然无恙都非常高兴，相对哭泣，然后把刘武的随从官员悉召入关。但汉景帝自此渐渐疏远刘武，不再和他同乘车辇了。

### 去世
前144年冬天，刘武又入京朝见皇帝，呈上奏折请求留住京师，汉景帝没有答应。刘武回到梁国后，心神恍惚，闷闷不乐，就到北方的良山（今梁山县）打猎散心，有人献上一头背上长着脚的牛，刘武对牠感到特别厌恶。当年的六月中旬，刘武得了热病，六天后去世，葬于永城芒砀山。在位23年，谥号为孝，故号梁孝王。汉武帝在位期间，依照推恩令，梁国被一分为五。
東漢末年，陳琳的為袁紹檄豫州說梁孝王的墳墓曾經被曹操挖掘，甚至出現破棺裸尸的場景。

#### 墓葬
梁孝王刘武、梁共王刘买、梁平王刘襄、梁顷王刘毋伤、梁敬王刘定国、梁夷王刘遂、梁荒王刘嘉等梁王。

## 子女
刘武和王后李氏等共生育了5子5女。
- 长子 梁共王刘买；
- 次子 济川王刘明；
- 三子 济东王刘彭离；
- 四子 山阳王刘定；
- 五子 济阴王刘不识。
- 五个女儿皆赏赐汤沐邑
- 東漢劉昆為其後代。[3]

## 影視形象
- 2001年《大汉天子》由姚刚飾演 劉武
- 2004年《汉武大帝》由沈保平飾演 劉武
- 2010年《美人心計》由張曉晨飾演 劉武

## 延伸阅读
[在维基数据编辑]
 《史記/卷058》，出自司馬遷《史記》
 《漢書·卷047》，出自班固《漢書》